# Johann Heinrich Häßlein

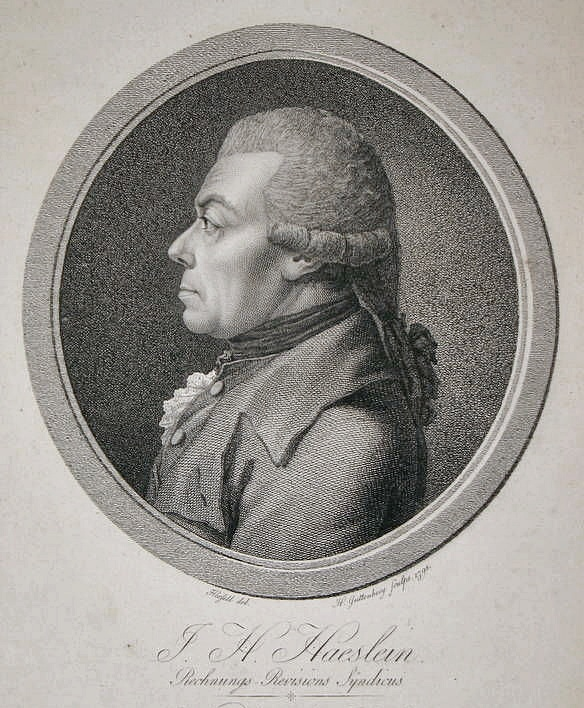
Johann Heinrich Häßlein

Johann Heinrich Häßlein (* 21. Februar 1737 in Nürnberg; † 14. Oktober 1796 ebenda), auch Häslein und Häszlein, war ein deutscher Sprachforscher.

## Leben
Der Sohn des Nürnberger Kaufmanns Johann Christoph Häßlein besuchte die Spitaler Lateinschule und erhielt anschließend Privatunterricht zur Vorbereitung auf ein Universitätsstudium. Allerdings kam es nicht zum Studium, sondern er begann 1751 als Schreiber in die Amtsstube des Nürnberger Rugsamtsschreibers Sauer. Während der folgenden zehn Jahre beschäftigte er sich dennoch nebenberuflich mit dem Studium der schönen Wissenschaften und in jenen Bereichen der Rechtswissenschaften, die für die Arbeit eines guten Beamten zweckmäßig erschienen.
Dieser privaten Fortbildung verdankte er letztlich die Übertragung verschiedener Ämter. So erhielt er im Jahr 1761 eine Anstellung in der Administration der Tetzel’schen Stiftungskommission, deren Registrator er 1765 wurde. 1779 wurde er zum „Genannten“ des Größeren Rates der Stadt Nürnberg ernannt. Im Jahr 1783 wurde er zum Schreiber am Nürnberger Rugsamt gewählt, später wurde er dessen Syndikus.

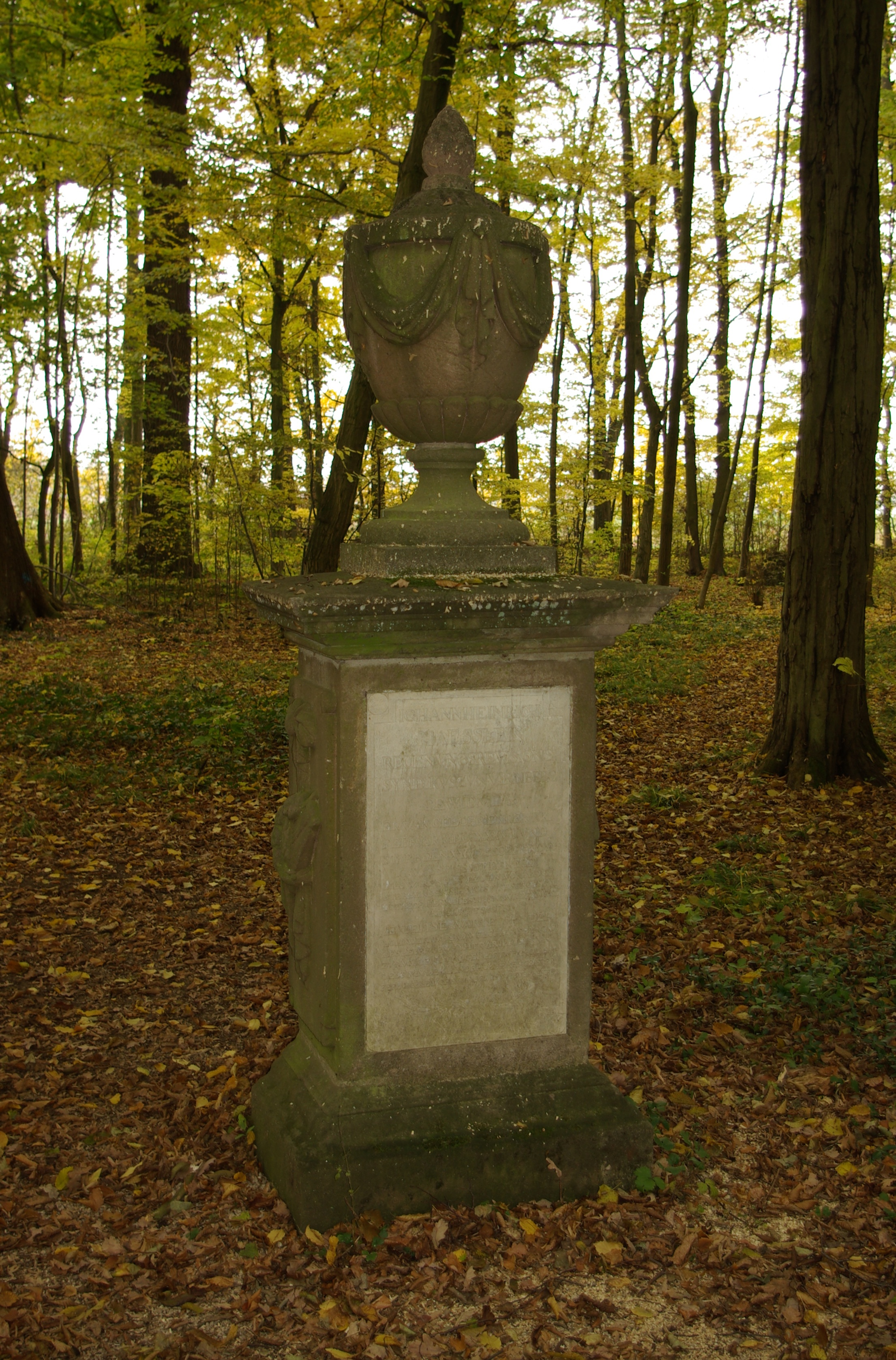
Gedenkstein für Johann Heinrich Häßlein im Irrhain bei Nürnberg

Am 8. Februar 1788 trat er – wie Jahre später auch sein Schwiegersohn Frauenholz – unter dem Namen Rizander Jasmin in den Pegnesischen Blumenorden ein, dessen Vorsitzender im Folgejahr 1789 Georg Wolfgang Panzer wurde.
Seine Tochter Albertine Marie Karoline (1773–1798) wurde 1791 die erste Ehefrau des Nürnberger Kunsthändlers und Verlegers Johann Friedrich Frauenholz (1758–1822).
1792 wurde Häßlein der erste Sekretär der neu gegründeten „Gesellschaft zur Beförderung der vaterländischen Industrie“ und 1794 Kalkulator und Rechnungssyndikus beim „Oekonomie-Verbesserungs- und Rechnungsrevisions-Kollegium“. Dieses Amt übte er bis zu seinem Tod im Jahr 1796 aus.
Seine autodidaktisch erworbenen Kenntnisse hatten Häßlein inzwischen zum Literaturhistoriker und Sprachforscher qualifiziert. Er verfasste etliche wissenschaftliche Abhandlungen und veröffentlichte 1781 mit eigenen Erläuterungen die Gedichte des Hans Sachs. Außerdem war er Mitarbeiter und, nach dem Tod des früheren Herausgebers Christian Gottfried Böckh (1732–1792), ab 1794 (Band 3) mit Friedrich David Gräter Herausgeber von Bragur, ein litterarisches Magazin der Deutschen und Nordischen Vorzeit.

## Werke (Auswahl)
- Johann Heinrich Häßlein (Hrsg.): Hanns Sachsens sehr herrliche, schöne und wahrhafte Gedicht, Fabeln und gute Schwenck. In einem auszuge aus dem ersten Buch mit beygefügten Worterklärungen. Verlag Raspe, 1781. (Neudruck: Edition Corvey, Belser Wissenschaftlicher Dienst, Wildberg 1989–1990, ISBN 3-628-44648-1)